# Leif Hult
Leif Arne Hult (* 16. Januar 1946 in Lomma) ist ein ehemaliger schwedischer Fußballspieler. Der Torwart bestritt 44 Spiele in der Allsvenskan.

## Werdegang
Hult entstammt der Jugend von GIF Nike, dort debütierte er als Teenager im Tor des seinerzeitigen Zweitligisten. Bei einem Juniorenländerspiel fiel er den Verantwortlichen des Erstligisten AIK auf, die ihn als Gastspieler auf eine Asientournee nach Abschluss der Spielzeit 1965 mitnahmen, da der Stammtorhüter Arne Lundqvist daheimblieb, da seine Ehefrau ein Kind erwartete. Zwar überzeugte er dort, es dauerte jedoch noch knapp ein Jahr, ehe ihn der Klub ab der Spielzeit 1967 unter Vertrag nahm. Im April des Jahres debütierte er in der höchsten Spielklasse und traf dabei ausgerechnet auf Malmö FF, wo sein Bruder Nils Hult das Tor hütete. Im weiteren Saisonverlauf duellierte er sich mit Gunnar Lund um den Platz zwischen den Pfosten, erst zur folgenden Spielzeit war er unter Trainer Ingemar Ingevik dann die Nummer 1 und stand in 20 der 22 Saisonspiele auf dem Platz. Zur Spielzeit 1969 übernahm der ehemalige Torwart Torsten Lindberg das Traineramt, der das Torwarttalent Ronny Gustafsson vom Drittligisten Reymersholms IK verpflichtete. Erneut entspann sich ein Zweikampf um den Stammplatz im Tor, in dem Hult den Kürzeren zog – nicht zuletzt, als der Klub im Sommer auch noch den zwischenzeitlich bei IK Sleipner spielenden Lundqvist zurückholte. Insgesamt kam er somit in drei Spielzeiten für AIK auf 39 Erstliga-Partien.
Anfang 1970 wechselte Hult zum von seinem Bruder Karl-Erik Hult trainierten Zweitligisten Landskrona BoIS, mit dem er in die Allsvenskan aufstieg. Dort war er jedoch vornehmlich nur Ersatztorhüter hinter Ronny Sörensson, so dass er lediglich auf fünf Allsvenskanspiele für den Klub aus Schonen kam. 1973 kehrte er zu GIF Nike zurück, ehe er 1978 sich erneut Landskrona BoIS anschloss. Nach anderthalb Spielzeiten wechselte er 1979 zu Höllvikens GIF, ehe er 1982 bei Kirsebergs IF unter Trainer Tom Prahl seine Karriere ausklingen ließ.
Hauptberuflich war Hult als Bautischler tätig, zuerst 25 Jahre bei Skanska und später bei Otto Magnusson.